# Système éducatif au Mexique

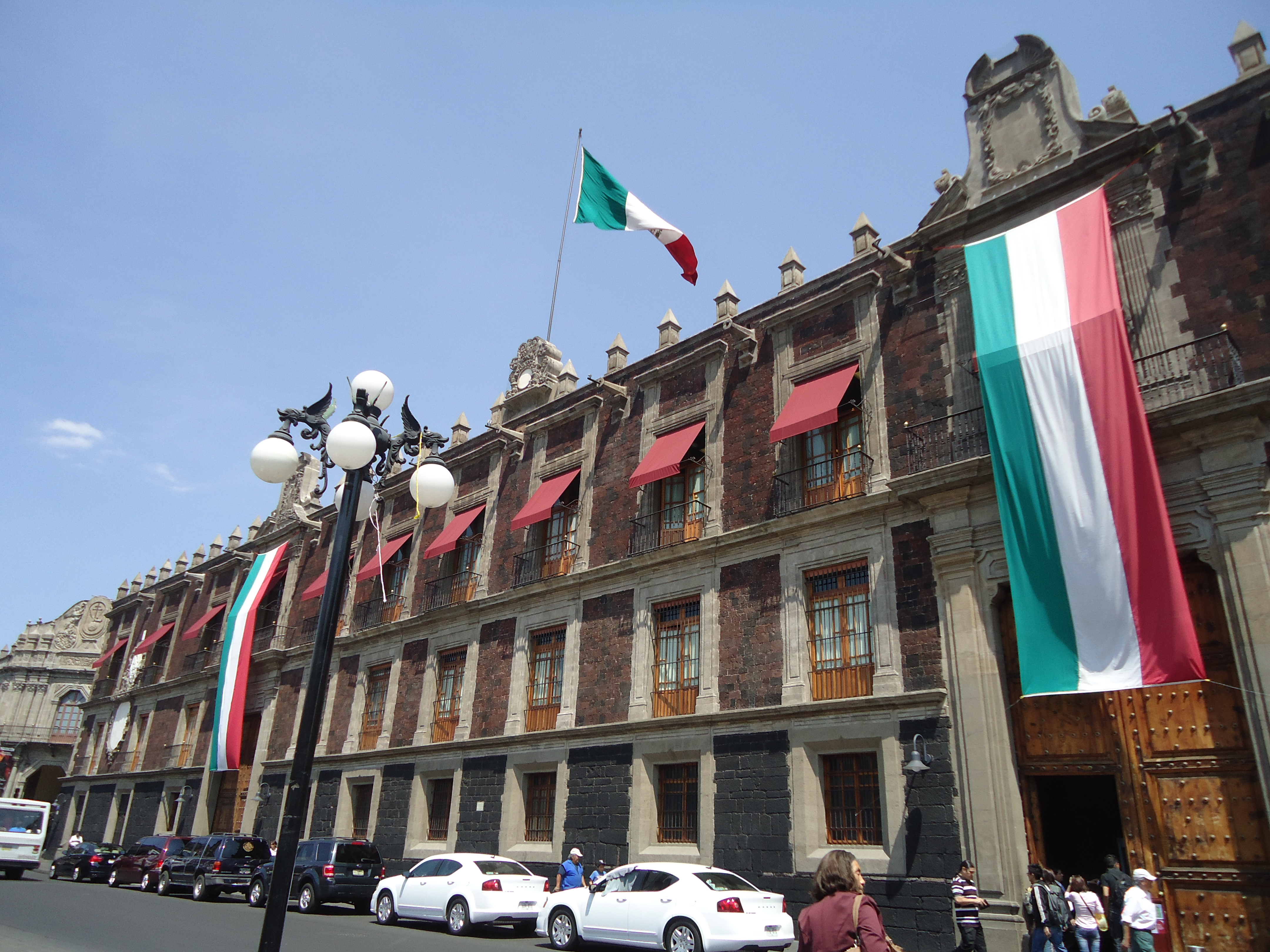

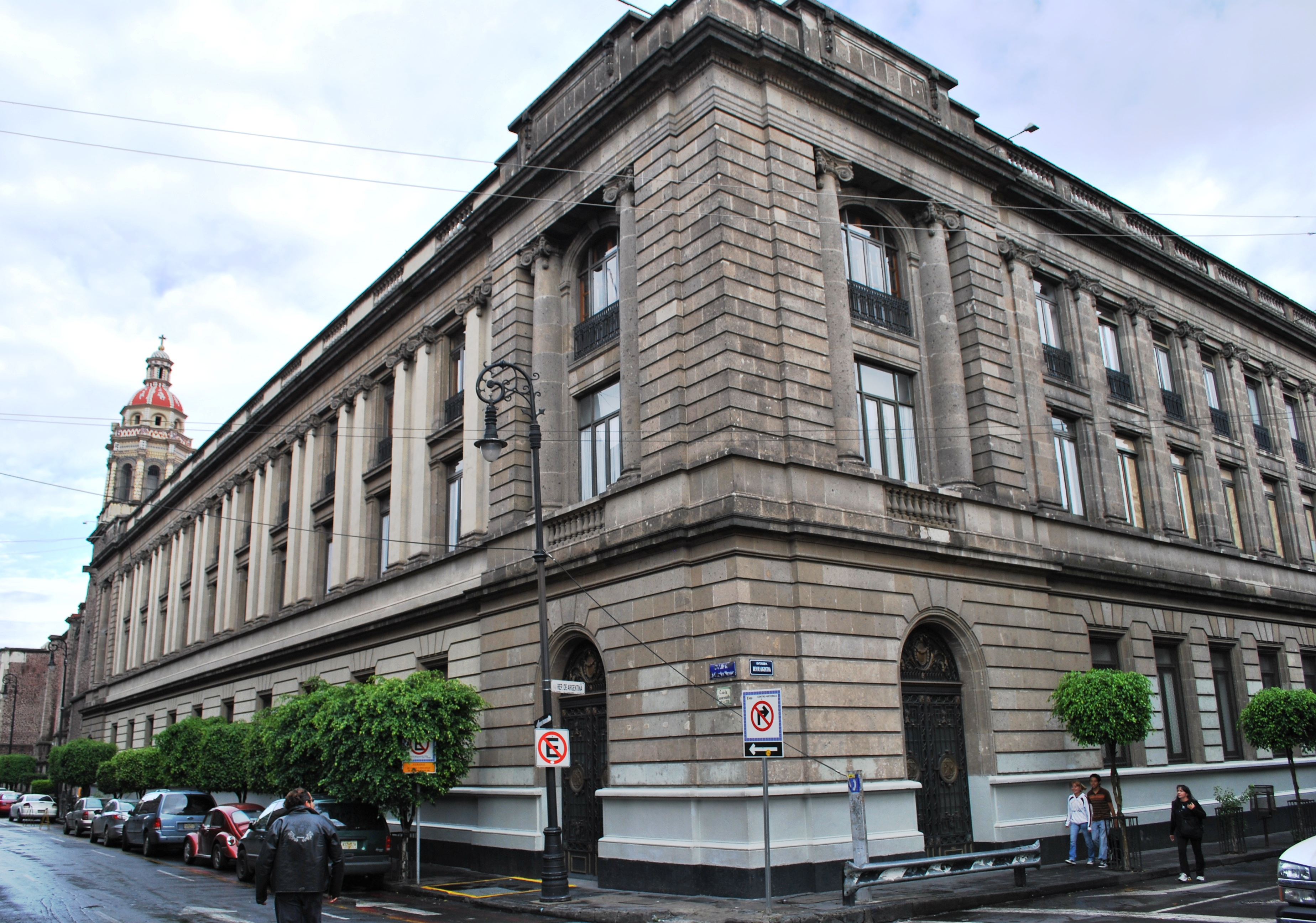

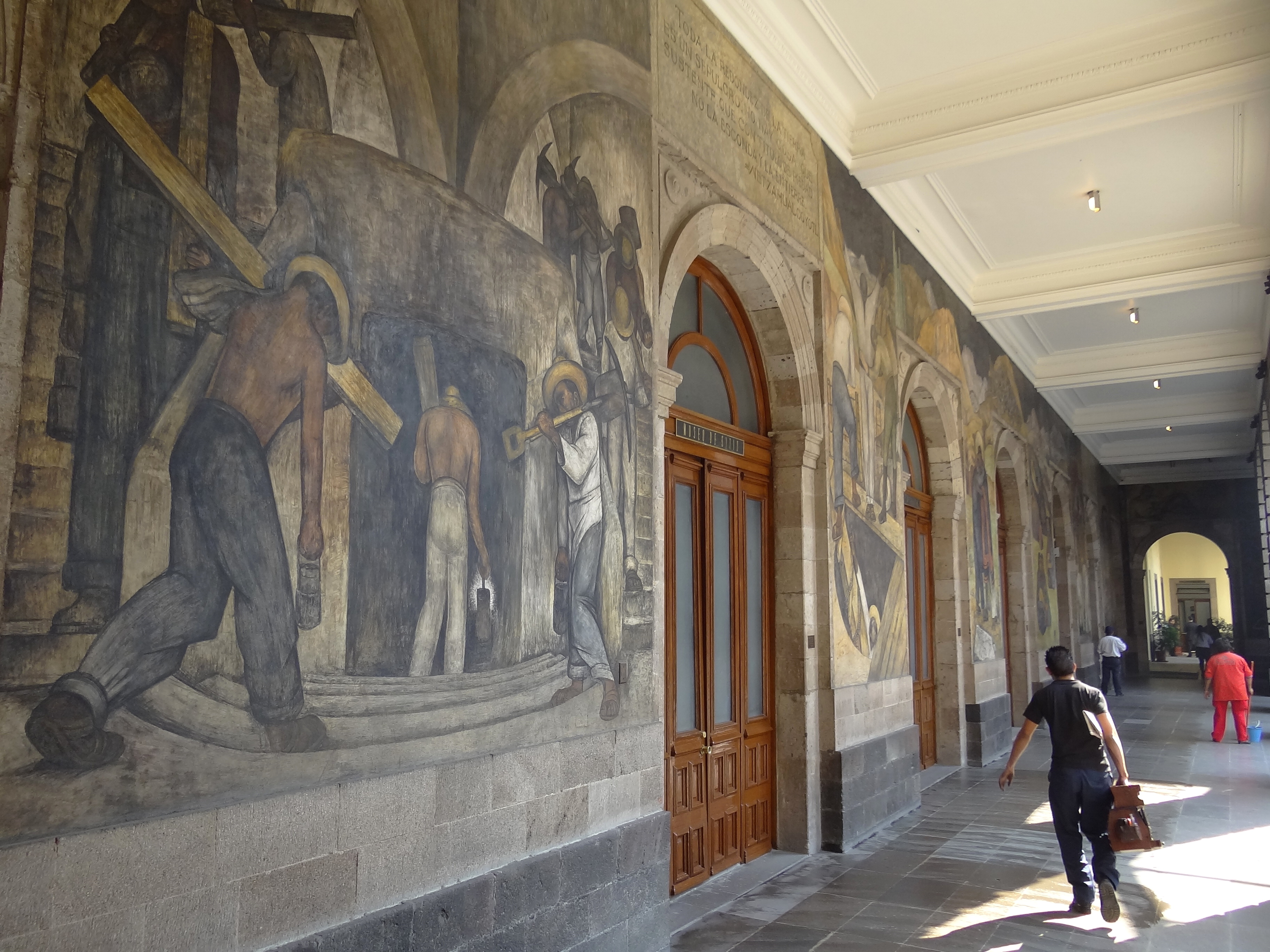

Le système éducatif au Mexique est divisé en 4 niveaux différents. Tout d’abord, les élèves fréquentent l’école primaire pendant 6 ans (Primaria), puis 3 ans au collège (Secundaria) et enfin 3 ans au lycée (Preparatoria), chez les Mexicains aussi appelés “Prepa”, “Bachillerato” ou “Bachi”. 
Le Mexique compte 95 778 écoles primaires dont 90,97 % d’entre-elles sont publiques. Celles-ci sont dirigées par le Secrétariat de l’Éducation publique (S.E.P), dirigée par Aurelio Nuño Mayer. 
Le système éducatif des écoles publiques se divise en trois catégories : l’éducation élémentaire obligatoire, qui comporte l’éducation maternelle, primaire et secondaire ; puis l’éducation moyenne supérieure appelée preparatoria,, et finalement l’éducation supérieure.

## Histoire
L’éducation publique se structure au Mexique à la fin du XIXe siècle, dans le contexte du gouvernement du Président Porfirio Díaz, avec le support des libéraux et des intellectuels du pays ; de 1889 à 1891 s’organise le Congrès national d’instruction publique pour discuter des conditions de la création de l’éducation gratuite et obligatoire, prenant comme exemple le modèle éducatif français. En 1921, le président Álvaro Obregón établit le Secrétariat d’Éducation publique, met en place de nombreuses institutions éducatives dans tout le pays, et nomme José Vasconcelos Secrétaire de l’Éducation publique. Ce dernier mène une lutte contre l’analphabétisme et instaure alors des écoles rurales et des bibliothèques.
Le président Lázaro Cárdenas, à son tour, ajoute au système éducatif des éléments ayant à voir avec un travail de nationalisation de l’économie mexicaine : il fonde l’institut polytechnique national en 1937, puis l’institut d’anthropologie et d'histoire en 1939, et en 1940 il crée le « colegio de México ».
Avec la Seconde Guerre mondiale, l’industrialisation s’intensifie au Mexique et il s'agit de favoriser l'économie du pays en jetant les bases d'une éducation en s'inspirant des idées d'Émile Durkheim.  Ainsi, l’école vise la formation d’individus qui puissent prendre les différents rôles nécessaires pour constituer une bonne société capitaliste mexicaine. 
À partir des années 1950, la vieille idéologie capitaliste est remplacée par un système éducatif qui vise de plus en plus l’éducation progressiste, qui va peu à peu devenir une éducation technique.
Les écoles normales sont historiquement liées aux idéaux de la révolution mexicaine. Leurs étudiants ont souvent été engagés dans des organisations de gauche et sont régulièrement la cible de violence et de harcèlement de la part des forces de police. En 2014, l'assassinat de quarante-trois étudiants déclenche une vive controverse.

## Modèle éducatif

### Éducation préscolaire
L’éducation préscolaire est dirigée par le « Programme d’études, éducation préscolaire ». Elle se divise en trois années ; l’enfant rentre à 3 ans et sort à 5 ou 6 ans. Les élèves suivent un programme qui cherche à les aider à réguler leurs émotions, à travailler en collaboration, à résoudre les conflits avec le dialogue et les règles de vie, à avoir de l’initiative et de l'autonomie, à les rendre disposés à apprendre, à acquérir de la confiance pour s’exprimer, à dialoguer et à converser dans leur langue maternelle et à améliorer leur capacité d’écoute et à enrichir leur langage oral.
De même, inciter le goût à la lecture et améliorer l’expression écrite des élèves, utiliser la logique et le raisonnement mathématique, utiliser le raisonnement scientifique, l’expérimentation et l’observation ainsi que l’appréciation de la nature et du soin de l’environnement constituent les objectifs poursuivis par ce programme tout comme L'apprentissage d’autres cultures, l’exercice de responsabilités, de la tolérance et de la justice, susciter l’imagination et l’expression artistique, enseigner la responsabilité, la santé, et le bon comportement lors de situations de risque constituent les objectifs poursuivis par ce programme.[réf. nécessaire]

### Éducation primaire
L’éducation primaire approfondit les valeurs acquises lors de l’éducation préscolaire, en ajoutant aussi l’apprentissage de la citoyenneté. Les enfants y suivent les matières d’espagnol, formation civique et éthique, éducation artistique, mathématiques, sciences naturelles, histoire et géographie. L’élève rentre à l’âge de 6 ou 7 ans, et sortira à l’âge de 11 ou 12 ans.

#### Éducation secondaire
L’élève a entre 12 ou 13 ans et 14 ou 15 ans. Il reçoit un programme d’éducation sexuelle, en plus des matières qui approfondissent les connaissances reçues lors de l’école primaire. Les matières étudiées sont l'espagnol, les mathématiques, les sciences, la géographie, l'histoire ainsi que l'éducation civique et éthique, l'éducation physique, la technologie, les arts (visuels, danse, musique ou théâtre) et anglais. Ils bénéficient même d'un dispositif de tutorat.

### Éducation secondaire supérieure
Il y a des différents systèmes de baccalauréat : 
- Le baccalauréat général, pour les études supérieures et d’ingénierie.
- Le baccalauréat technologique, pour les études supérieures ou de développement de l’industrie.
- Le baccalauréat professionnel technique qui offre des études technologiques et scientifiques pour travailler ou continuer les études.
- Le système ouvert qui permet de suivre à son rythme personnel des études, sans établissement scolaire, pour présenter des examens officiels.

L’éducation moyenne supérieure vise la préparation des élèves pour leurs études supérieures et leur vie professionnelle.

### Universités interculturelles au Mexique
Au Mexique, la population indigène que l’on estime à 10 % de la population du pays est la moins représentée dans l’enseignement supérieur. Selon les estimations, seulement entre 1 % et 3 % des effectifs universitaires au Mexique sont indigènes.
En 2004, face à cette inégalité, la Coordination Générale d’Enseignement Interculturel et Bilingue du ministère de l’Éducation a créé des universités interculturelles avec la participation active d’organisations indigènes et d’établissements d’enseignement supérieur dans chaque région. Ces universités sont implantées dans des zones à haute densité de population indigène et, bien que préservant la diversité des effectifs, elles sont plus spécialement destinées aux populations indigènes. Fondées sur le principe de l’enseignement interculturel, elles entendent promouvoir le dialogue entre des cultures différentes et apporter une réponse aux demandes, anciennes et plus récentes, des peuples indigènes.
Conformément au principe de la diversité, le modèle pédagogique adopté par les universités interculturelles n’est nullement rigide. Tout en assurant le respect de quelques principes de base, chaque université définit son propre programme d’enseignement en fonction des besoins et des potentialités de la région dans laquelle elle est située. Les étudiants prennent part à des activités qui les relient aux communautés environnantes dans le cadre de projets de recherche et de développement, dans le but d’œuvrer et de contribuer au développement de leur territoire, de leur peuple et de leur culture.
Dans les douze universités interculturelles qui fonctionnent actuellement, le total des effectifs se situe autour de 7.000 étudiants et compte une forte proportion d’étudiantes. Malgré les difficultés de financement, de conditions de vie des étudiants et de vulnérabilité liée à la politisation que doivent affronter ces universités, elles apportent une contribution importante à une meilleure équité dans l’éducation.

### Institutions du Secteur éducatif
- Secretaría de Educación Pública (S.E.P)[21]
- Instituto Nacional para la Evaluación de la Educación (I.N.E.E)[22]
- Comisión Nacional para el Desarrollo de los Pueblos Indígenas (I.N.I)[23]
- Instituto Nacional para la Educación de los Adultos (I.N.E.A)[24]
- Asociación Mexicana para la Educación Internacional (A.M.P.E.I)[25]
- Sindicato Nacional de Trabajadores de la Educación (S.N.T.E)[26]
- Instituto Federal de Capasitación del Magisterio  (I.F.C.M)[27]
- Instituto Politécnico Nacional (I.P.N)[28],[29],[30].

### Enjeux de l'éducation mexicaine
Au Mexique, malgré des progrès significatifs, il y a encore des défis majeurs en matière d'éducation. L'Enquête nationale sur la profession et l'emploi (ENOE) de 2007 indique que près d'1,7 million de garçons et 1,4 million de filles, ayant un âge d’entre 5 et 17 ans ne suivent pas une scolarité. De plus, on estime qu’entre 1 et 2 % de la population de Mexicains d’entre 6 à 11 ans qui ne va pas à l’école pour prise de responsabilités dans le cadre du travail agricole ou de handicaps physiques. Ainsi, il y a des inégalités importantes en ce qui concerne le niveau scolaire.[réf. nécessaire]
L’éducation dans les communautés indigènes pose problème puisque les professeurs ne sont pas toujours qualifiés pour la maîtrise des langues de la région où ils enseignent. L’éducation reste alors de bas niveau, et la langue espagnole prédomine. Sur 10 élèves indigènes en primaire, seuls 5 auront une éducation secondaire.
Le Mexique, comme d'autres pays d'Amérique centrale (la Colombie notamment) n'est pas seulement touché par le fléau du marché de la drogue mais il est aussi impliqué dans sa production, sa transformation et son trafic. Le marché est vaste et croissant, et il en va donc de même pour l’industrie de la drogue. Cette dernière s’accompagne de violences car des groupes rivaux se battent pour des territoires. L’industrie de la drogue fait appel à une main-d’œuvre abondante, étant donné que la plupart de ses activités ne nécessitent pas de personnel qualifié. Ce sont principalement de jeunes garçons qui rejoignent le secteur. Cela signifie qu’ils abandonnent l’école et qu’ils mettent constamment leur vie en danger, en échange de rémunérations attractives. 

## Sources
- Cet article est partiellement ou en totalité issu de la page « Repenser l'éducation: vers un bien commun mondial ? » de UNESCO, le texte ayant été placé par l’auteur ou le responsable de publication sous la CC BY-SA 3.0 IGO